# Prix Jane Drew
Le prix Jane Drew est un prix d'architecture décerné chaque année depuis 1998 par le magazine d'architecture Architects' Journal à une personne qui se distingue par « la diversité, l'innovation et la collaboration en architecture ». Il porte le nom de l'architecte anglaise Jane Drew (1911-1996), « qui défendait les femmes dans une profession à prédominance masculine ».

## Histoire
Le prix Jane Drew a été fondé en 1997 lors d'une discussion entre architectes du Royal Institute of Britisch Architects (RIBA) et du Arts Council of England. Jane Drew qui donne son nom au prix, a entre autres fondé le premier bureau d'architecture dans lequel ne travaillaient que des femmes. Elle était aussi la première professeure d'architecture à l'université Harvard et à l'Institut de technologie du Massachussett (MIT),.
Le prix a été lancé en janvier 1998 lors d'une cérémonie à l'Institute of Contemporary Arts de Londres, date à laquelle le RIBA a lancé un appel à candidatures pour les premiers candidats.
Le début a été difficile car il fallait trouver des candidats répondant aux trois critères. Un forum a eu lieu le 19 mai 1998, au cours duquel les quatre candidats nommés (l'architecte Jane Priestman, l'artiste Martin Richman, l'architecte paysagiste Kathryn Gustafson et le cabinet d'architecture Fashion Architecture Taste ) ont chacun été invités à faire une présentation de dix minutes. La soirée a été qualifiée d'ennuyeuse et Gustafson ne s'est même pas présenté. Après de vifs désaccords et des quasi-démissions au sein du jury, le prix a finalement été attribué à Gustafson le 4 juin. Elle a reçu un prix de 10 000 £ et une sculpture d'Eduardo Paolozzi.
Le prix fait désormais partie des W Awards (anciennement Women in Architecture Awards ), un programme de The Architectural Review et Architects' Journal. Selon les directives de candidature, le prix récompense depuis 2014 une contribution des femmes en architecture.

## Lauréates
- 1998 : Kathryn Gustafson, architecte paysagiste[6]
- 1999-2011 : non attribué
- 2012 : Zaha Hadid, architecte[7]
- 2013 : Eva Jiřičná, architecte[8]
- 2014 : Kathryn Findlay (en), architecte[9]
- 2015 : Yvonne Farrell et Shelley McNamara, architectes et fondateurs de Grafton Architects[10]
- 2016 : Odile Decq, architecte et cofondatrice du Studio Odile Decq[11],[12]
- 2017 : Denise Scott Brown, architecte, urbaniste, auteur, conférencière et directrice de Venturi, Scott Brown and Associates[13]
- 2018 : Amanda Levete, architecte et directrice d' AL_A[14]
- 2019 : Liz Diller, architecte et fondatrice de Diller Scofidio + Renfro[15],[16]
- 2020 : Yasmeen Lari, architecte[17]
- 2021 : Kate Macintosh (en), architecte[18]
- 2022 : Farshid Moussavi, architecte[19]
- 2023 : Kazuyo Sejima, architecte[20],[21]
- 2024 : Iwona Buczkowska, architecte et urbaniste française d'origine polonaise[22],[23]
- 2025 : Anne Lacaton, architecte française[24]